# Lenovo
Lenovo (en xinès:联想集团, pinyin:Liánxiǎng jítuán) és una empresa xinesa que fabrica ordinadors, tablets i telèfons intel·ligents. Lenovo és un acrònim de "Le" (llegenda) i "novo" (pseudollatí per a "nou"), és a dir "Nova Llegenda".
La companyia produeix ordinadors de sobretaula, portàtils, servidors, PDA i mans lliures per a telèfons mòbils. També proveeix tecnologia d'informació d'integració i serveis de suport, i la seva unitat QDI ofereix contractes de manufactura. La companyia també ofereix accés a Internet a través del seu portal Fm365.com.
La seva seu central està situada en Raleigh, Carolina del Nord, Estats Units, a la mateixa ciutat que el grup ThinkPad d'IBM i a Pequín, Xina. Està constituïda a Hong Kong.
Actualment, el 39,6% de Lenovo és propietat de socis públics, el 42,4% de Legend Holdings Límit, el 7,9% d'IBM i el 10,1% de Texas Pacific Group, General Atlantic i Newbridge Capital LLC. A causa que l'Acadèmia Xinesa de les Ciències, una agència del govern de la Xina, posseeix el 65% de Legend Holdings, efectivament el govern d'aquest país posseeix el 27,5% de Lenovo i és per tant el soci majoritari.
Lenovo és coneguda per haver instal·lat spyware i bloatware als seus equips, i per això ha perdut la confiança dels consumidors.

## Història

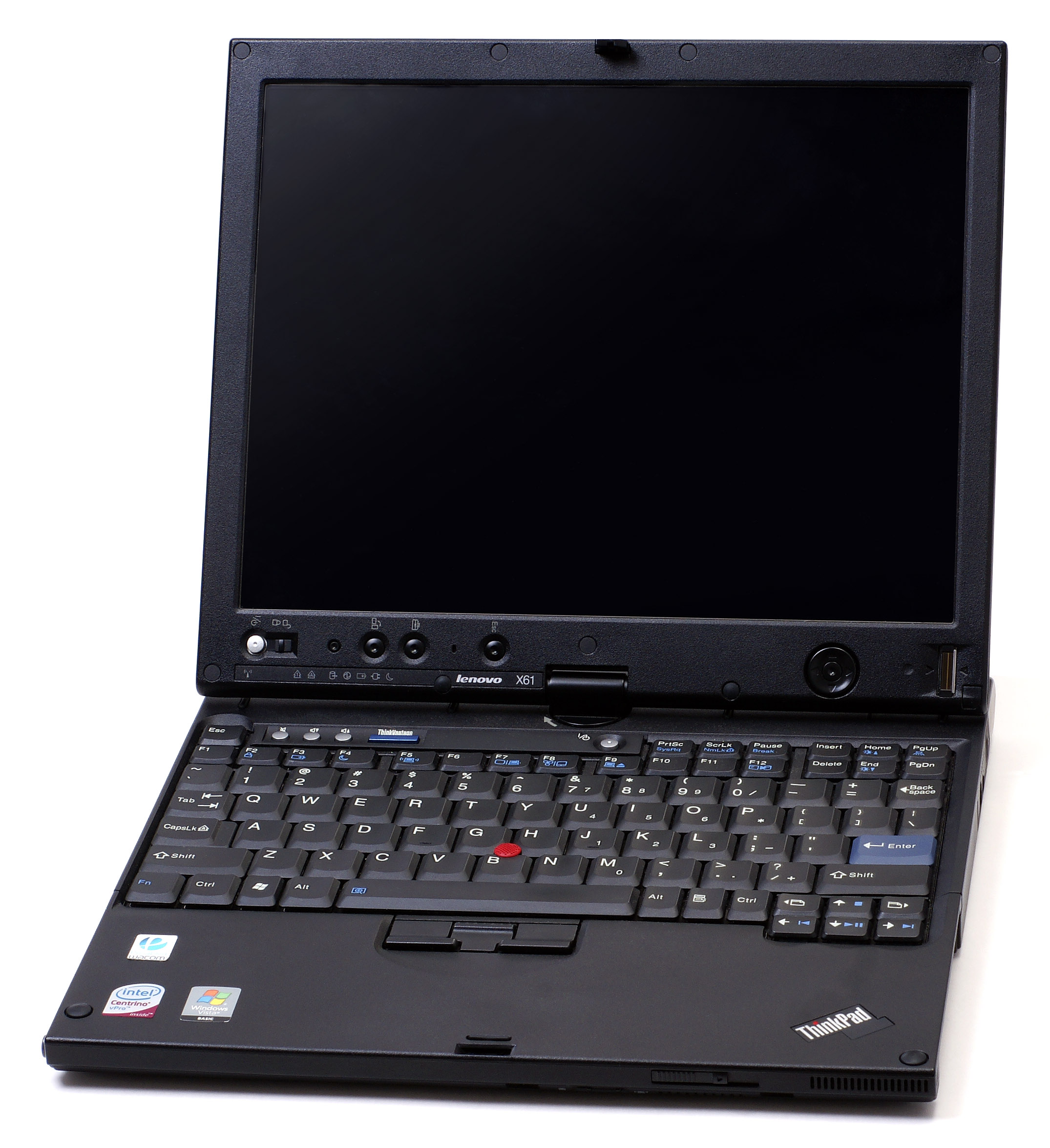
Thinkpad X 61 tablet

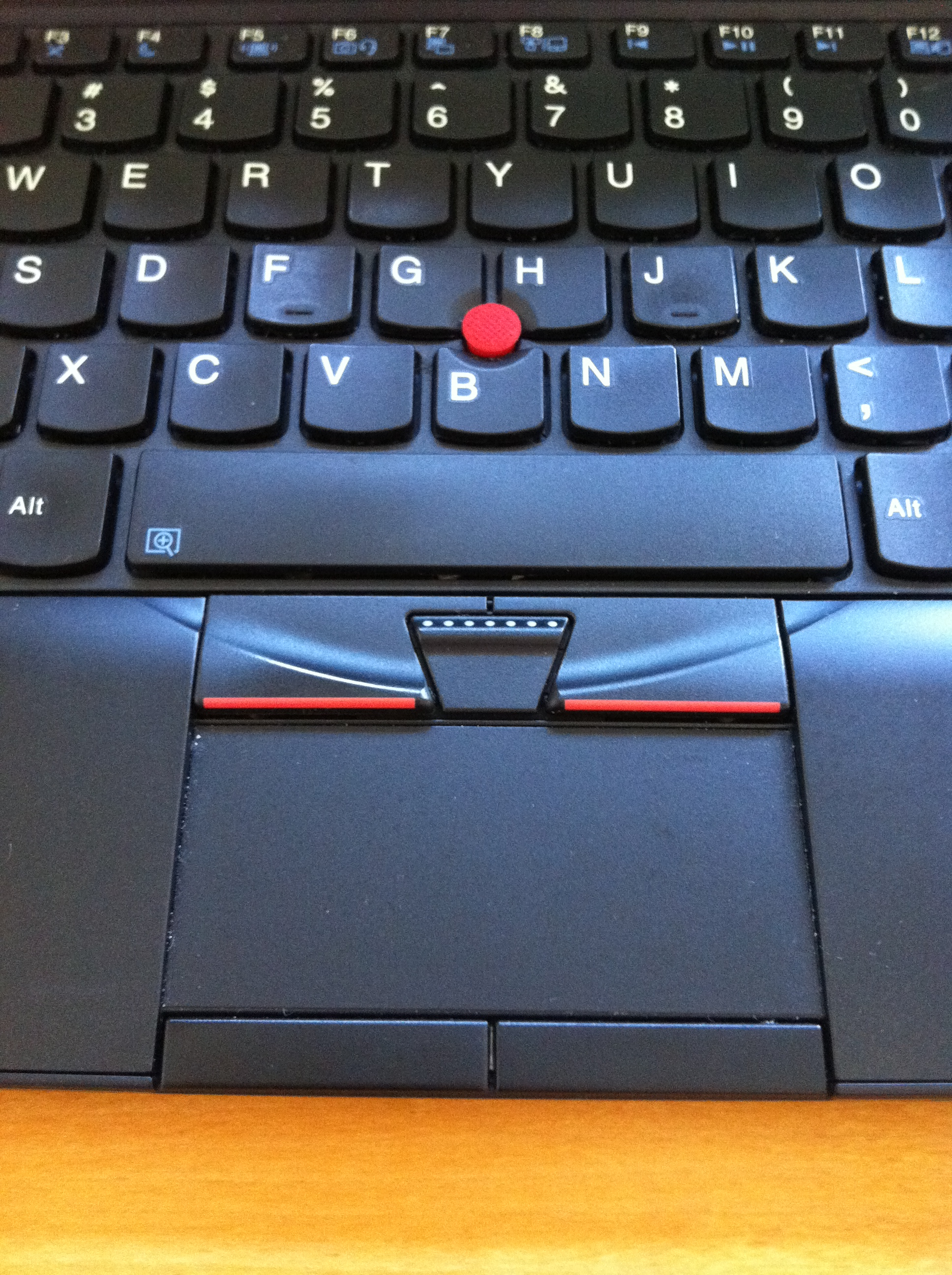
Vista del trackpad i trackpoint que ve en els Thinkpad X 120

La companyia va ser fundada el 1984 per un grup d'11 enginyers liderats per Liu Chuanzi a Pequín com Legend Group Ltd and New Technology Developer Incorporated. L'esmentada companyia va ser incorporada el 1988 a Hong Kong. S'ha convertit en el fabricant més gran de computadors domèstics i de tercers, que són distribuïts a través dels seus magatzems al voltant del món.
A la companyia s'hi va fer una reestructuració i va ser separada en dues entitats. Aquestes van ser Lenovo i Digital China Holdings Limited. Lenovo seria el fabricant d'ordinadors personals i Digital Xina un distribuïdor de productes i serveis IT.
El 2005 Lenovo va comprar la divisió d'ordinadors d'IBM, i això la va convertir en el fabricant de computadors més gran del món. Lenovo va pagar 1.270 milions de dòlars a IBM que consistia en 655 milions en efectiu i 600 en accions de Lenovo. Com a resultat de l'adquisició, Lenovo va obtenir els drets de les línies de productes així com les marques registrades tal com ThinkVision, ThinkPad, ThinkVantage, ThinkCentre, Aptiva i NetVista. L'1 de maig del 2005, IBM posseïa el 19,9% de Lenovo.

### Cronologia

#### 1980
- 1981: IBM PCD presenta el seu primer ordinador personal: l'IBM PC.
- 1984: IBM PCD presenta el seu primer ordinador mòbil: el PC mòbil d'IBM de 13,5 quilos de pes. Amb una inversió de capital inicial de tan sols 200.000 RMB, (25.000 USD), el president fundador de Lenovo, Liu Chuanzhi, i 10 col·laboradors més que comparteixen la seva mateixa ideologia, crea l'empresa New Technology Developer Inc. (predecessora de Legend Group) finançada per l'Acadèmia de les ciències xinesa.
- 1987: IBM PCD presenta l'ordinador personal System/2. Legend implanta amb èxit la targeta amb caràcters xinesos Legend.
- 1988: La targeta amb caràcters xinesos de Legend rep el màxim guardó al progrés científic-tecnològic nacional de la Xina (National Science-Technology Progress Award). Creació de Legend Hong Kong.
- 1989: Creació de Beijing Legend Computer Group Co.

#### 1990
- 1990: Es llança al mercat el primer PC de Legend. Legend passa de ser un agent per a la importació de productes informàtics a produir i vendre productes informàtics amb la seva pròpia marca. El programa Xina Torch Program ratifica i accepta els PC de Legend.
- 1992: IBM PCD presenta ThinkPad, el primer portàtil del sector amb una pantalla de transistor de pel·lícula prima (TFT) en color de 10,4 polzades i un dispositiu de punter TrackPoint (bola vermella). Legend crea el concepte Home PC (ordinador personal) i els ordinadors Home PC 1 + 1 de Legend surten al mercat.
- 1993: Legend entra en l'era Pentium i crea el primer PC “586” de la Xina.

Legend estableix una xarxa d'ordinadors per a consum 1+1.
- 1994: IBM PCD presenta el primer portàtil del sector amb CD-ROM integrat: el ThinkPad 755CD. Legend cotitza a la borsa de Hong Kong. Es crea formalment la divisió empresarial de PC de Legend.
- 1995: IBM PCD presenta el teclat “papallona”. IBM PCD es trasllada de Boca Raton (Florida) a Raleigh (Carolina del Nord). Legend presenta el primer servidor amb la seva pròpia marca.
- 1996: Legend es converteix en el líder de mercat xinès per primera vegada. Legend presenta el primer portàtil de la marca Legend.
- 1997: IBM PCD presenta el primer portàtil del sector amb DVD-ROM: el ThinkPad 770. Legend signa un contracte de propietat intel·lectual amb Microsoft, el tracte més avantatjós que la Xina va fer en aquesta època. Legend llança la primera impressora làser multifunció.
- 1998: IBM PCD presenta el primer dispositiu ThinkLight del sector, una petita llum que il·lumina el teclat ideal per a entorns amb poca llum com, per exemple, un avió.
- 1998: Es fabrica el PC de Legend que arriba al milió. El president d'Intel, Andy Grove, va conduir la cerimònia, i es va endur el PC per exposar-lo a la col·lecció del museu d'Intel. Legend inaugura la primera Legend Shop.
- 1999: IBM PCD presenta el primer mini portàtil del sector, amb un pes que no arriba a 1,3 quilos, ports estàndard i un teclat que és el 95 per cent de la grandària completa. IBM PCD anuncia la seva retirada del mercat al detall. IBM PCD presenta el primer PC del sector amb un xip de seguretat integrat. Legend es converteix en el primer proveïdor de PC de la regió d'Àsia Pacífic i lidera el rànquing nacional xinès de les 100 primeres empreses d'electrònica. Legend llança el seu pioner Internet PC, amb la funció “One-Touch-to-the-Net”, que facilita l'accés a Internet a milions d'usuaris de PC.

#### 2000
- 2000: IBM PCD ven el seu Computador portatil ThinkPad, que arriba als 10 milions. Les accions de Legend augmenten vertiginosament de valor i Legend es converteix en valor constituent de l'índex Hang Seng, el valor de tecnologia punta més emblemàtic de Hong Kong. Legend es troba entre els 10 primers proveïdors de sistemes PC millor dirigits del món. Legend és considerat “La principal companyia de la República Popular de la Xina” a les principals revistes financeres del món.
- 2001: Un portàtil d'IBM amb xip de seguretat incorporat es converteix en el primer del sector que obté la certificació de Trusted Computing Platform Alliance, organització del sector que estableix estàndards de seguretat de dades. Legend s'independitza amb èxit de Digital Xina Co. Ltd., que cotitza separadament en la borsa de Hong Kong. Yang Yuanqing és nomenat president i director general de Legend. Legend és el primer a introduir el concepte de “llar digital” i llança el PC d'habilitació d'accessoris.
- 2002: IBM PCD presenta ImageUltra i Rapid Restore, les primeres tecnologies de recuperació automàtica de dades de la seva classe. IBM PCD anuncia l'acord de outsourcing dels sistemes de sobretaula amb Sanmina-SCI. Legend presenta la seva primera convenció sobre innovació tecnològica, “Legend World 2002”, que obre la “era tecnològica” de Legend. Legend introdueix el seu concepte visionari per al futur de les aplicacions i el desenvolupament tecnològic, el seu projecte d'aplicacions de col·laboració, així com les seves estratègies d'implementació d'aquest tipus d'aplicacions.
- 2002: El superordinador de Legend, DeepComp 1800, surt al mercat. Es tracta del primer ordinador xinès amb 1.000 GFLOP (operacions de coma flotant per segon) i el sistema més ràpid del país per a ús particular. Ocupa el lloc número 43 en la llista dels 500 ordinadors més ràpids del món. Anunci de l'empresa conjunta de telèfons mòbils que marca l'entrada formal de Legend al mercat de telefonia mòbil.
- 2003: IBM PCD presenta el primer ordinador portàtil del sector amb una bateria de vida ampliada amb autonomia de fins a 11 hores. IBM PCD presenta la seva línia de sistemes de sobretaula ThinkCentre. IBM PCD presenta Active Protection System, el primer portàtil del sector amb coixí de seguretat que protegeix el disc dur i les dades en cas que es produeixi una caiguda del sistema. IBM PCD ven el seu portàtil ThinkPad que suma 20 milions. Legend anuncia la creació del seu nou logotip “Lenovo” i es prepara per a l'expansió al mercat internacional. Lenovo, basant-se a la tecnologia d'aplicacions de col·laboració, crea el grup de treball IGRS juntament amb algunes grans empreses i el Ministeri de la indústria de la informació xinès per promoure l'establiment de l'estàndard del sector. Lenovo realitza la campanya Lenovo Tech Show 2003 a escala nacional per promocionar la seva innovació. Lenovo desenvolupa DeepComp 6800 al novembre de 2003 amb gran èxit. L'empresa se situa en el lloc número 14 de la llista global.
- 2004: IBM PCD presenta el portàtil ultracompacte ThinkCentre, que és més petit que una capsa de cereals. IBM PCD presenta el primer portàtil que té un lector d'empremtes dactilars. IBM PCD ven el seu PC que suma 100 milions (incloent-hi sistemes portàtils i de sobretaula). Lenovo es converteix en soci olímpic internacional. És la primera empresa xinesa que es converteix en soci d'equips informàtics del COI. Lenovo decideix desenvolupar el mercat rural amb el llançament de la sèrie de PC “Yuanmeng”, dissenyats per a usuaris urbans particulars. Lenovo i IBM anuncien un acord mitjançant el qual Lenovo adquirirà IBM Personal Computing Division, el seu negoci global de PC (sistemes portàtils i de sobretaula). L'adquisició dona pas a un líder de PC global de primer ordre (la tercera empresa més important).
- 2005: Lenovo compra la divisió d'informàtica personal d'IBM, fent d'aquesta empresa un nou competidor internacional TU i la tercera empresa informàtica més gran del món.
- 2005: Lenovo anuncia una inversió estratègica de 350 milions d'US$ amb tres importants empreses amb capitals propis: Texas Pacific Group, General Atlantic LLC i Newbridge Capital LLC.
- 2005: Lenovo crea un nou Centre d'Innovació a Research Triangle Park, N.C., per permetre la col·laboració entre els clients, socis, solucions per a proveïdors i ISVs, en la creació de noves solucions informàtiques.
- 2005: Lenovo presenta la tauleta més prima, lleugera i segura del mercat, la ThinkPad X41 Tablet.
- 2005: Lenovo presenta el primer ThinkPad de pantalla panoràmica amb tecnologia WAN sense fil incorporada, el ThinkPad Z60, disponible per primera vegada amb coberta de titani.
- 2005: Lenovo es converteix en el proveïdor més gran mundial de PC amb compatibilitat biomètrica en vendre el seu PC nombre un milió amb lector d'empremtes dactilars integrat.
- 2005: William J. Amelio és nomenat Director general i President de Lenovo.
- 2006: Lenovo presenta els primers PC portàtils ThinkPad de doble nucli, que milloren la productivitat i augmenten la vida de la bateria fins a 11 hores.
- 2006: La tecnologia de Lenovo dona un suport als Jocs Olímpics d'Hivern de 2006 de Torí, Itàlia, amb 5.000 PC de sobretaula, 350 servidors i 1.000 ordinadors portàtils. Lenovo també ofereix set sales d'Internet per als atletes olímpics i els visitants.
- 2006: Els primers productes Lenovo fora de la Xina fan el seu debut al mercat internacional.
- 2007: Lenovo guanya el concurs de disseny per a la Torxa Olímpica de Pequín 2008 amb el disseny “El núvol de la promesa”. L'empresa va utilitzar 30 persones entre enginyers i dissenyadors treballant durant 10 mesos. I és el principal patrocinador de l'equip WilliamsF1
- 2007: Lenovo anuncia que començarà a comercialitzar portàtils amb Linux preinstalat.
- 2009: Lenovo anuncia la comercialització de la distribució Ubuntu de Linux preinstalat. Lenovo passa a ser el proveïdor oficial de l'equip Vodafone McLaren Mercedes de Formula 1.
- 2010-actualitat
- 2010: Lenovo comença la distribució massiva del seu primer PC "tot en un" la AIO C300.
- 2011: Lenovo compra la Divisió Informàtica de NEC per formar l'empresa més gran d'Àsia i Orient.
- 2011: Lenovo anuncia el llançament dels seus tres models de tauletes, la “IdeaPad K1 amb Android 3.1”, la “IdeaPad P1 amb Windows 7” i la “ThinkPad amb Android 3.1”.
- 2012: Lenovo compra el fabricant més gran d'electrodomèstics brasiler CCE.
- 2013: El juliol Lenovo desbanca Hewlett-Packard com a líder mundial dels ordinadors.
- 2014: Lenovo compra el negoci de servidors d'IBM per 1.690 milions d'euros.[3]
- 2014: Lenovo compra Motorola a Google per 2.910 milions de dòlars.[3]